# 隱神刑部

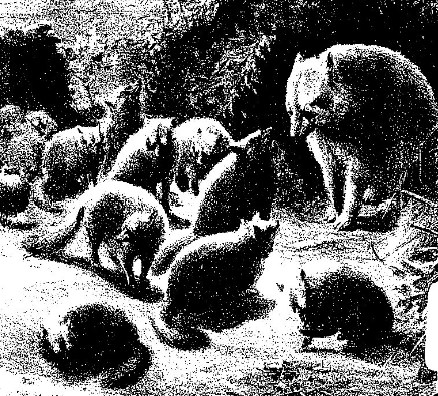
講談本《八百八狸 松山奇談》

隱神刑部（いぬがみぎょうぶ）又稱為刑部狸（ぎょうぶだぬき），是流傳於伊予國（現在的愛媛縣）松山的化狸。於與〈証城寺的狸囃子〉、〈文福茶鍋〉並稱為日本三大狸妖故事的〈松山騷動八百八狸物語〉中登場。

## 概要
〈松山騷動八百八狸物語〉是以在1805年（文化2年）的實錄故事集《伊予名草》中描述享保大饑荒時期發生御家騷動的真實故事為本，並在江戶末期由講釋師田邊南龍加入狸妖和妖怪地的要素予以怪談化，才作為講談的故事廣為流傳。雖然因為講談師的添加與修改而有諸多版本，但大致的故事內容如下。
四國流傳有相當多與狸妖有關的民俗傳說，尤其松山狸的歷史可以追溯至天智天皇時代，在狸生狸的結果之下，其數目達到了808隻。狸群的統帥便是隱神刑部。隱神刑部居住在久萬山古老石屋中，是長久以來一直守護松山城的化狸、因為擁有808隻眷屬的緣故，也被稱作「八百八狸（はっぴゃくやたぬき）」。據說在四國具有最強大的神通力。
其名稱中的「刑部」是松山城城主的祖先授予的稱號，牠受到城中的家臣信仰，與當地的百姓也有著深厚的淵源。松山隱岐守時代發生御家騷動時、隱神刑部被謀反的一方利用，命令旗下的小狸妖們製造怪異以協助謀反。
但是因怪談《稻生物怪錄》而聞名的藩士・稻生武太夫以宇佐八幡大菩薩授予的神杖懲罰了隱神刑部，並將隱神刑部和其808隻眷屬一起被封印在久万山山麓的洞窟裏。該洞窟被稱作「山口靈神」，直至今日仍留存在松山市久谷中組。

## 各種版本
由於前述理由使得〈松山騷動八百八狸物語〉具有諸多版本，關於立場應該護佑松山城的隱神刑部協助御家騷動的理由，以及隱神刑部被稻生武太夫打倒的經過有以下幾種說法。
- 由於謀反方的年輕武士・後藤小源太正信在討伐會阻礙謀反的隱神刑部之後，和其立下「今後只要隱神刑部幫助小源太度過危機，小源太就不加害隱神刑部」的約定，所以在謀反方開始行動時，隱神刑部因為約定迫於無奈也只好製造怪異[7]。當武太夫出現在城下時，隱神刑部因為懼怕武太夫持有的神杖，為了避免為敵先一步運用變化之術唬弄武太夫，在知道一切都是狸貓變化把戲的武太夫非常生氣，遂決定以謀反方為敵[7][8]。
- 隱神刑部對當時的城主輕疏傳統的行徑感到不快、與小源太秘密結為同盟，為了打倒城主而活躍[6]。被委託打倒謀反方的武太夫進入松山，去向隱神刑部談判時，知道隱神刑部在協助謀反方的事情後，便將之打倒[6]。
- 由於謀反方的欺騙讓隱神刑部加入了謀反方的勢力，其實牠只是一開始被騙而已，但是在隱神刑部開始暗中活躍之後，城中所有發生的壞事都被當作隱神刑部所為來向城主上告、隱神刑部因此被當作萬惡的矢的，最後被找來協助的武太夫給打倒了[2]。
- 武太夫其實不是藉著神杖，而是以妖怪頭領・山本五郎左衛門贈與的木槌打倒了隱神刑部[9]。

此外，關於隱神刑部被武太夫打倒的部分，也有像是「隱神刑部原本就是站在正義這一方，謀反方因為不敵才向武太夫求助」這般完全相反的內容。其他還有更多內容不一樣的版本，有的故事甚至沒有出現武太夫。

## 備註
1. ↑  . えひめでぃあ. 瀬戸内海汽船.   [2010年8月7日]. （原始内容存档于2005年2月12日）. 外部链接存在于|work= (帮助)
2. 1 2  村上 2011，第141-144頁
3. ↑  . 伊予たぬき学会 いよ狸サロン.   [2013-01-06]. （原始内容存档于2008-12-16）. 外部链接存在于|publisher= (帮助)（インターネット・アーカイブによる記録）
4. 1 2  村上 2008，第15頁
5. 1 2  . 四国電力広報誌『ライト&ライフ』. 四国電力. 2002-03  [2011年9月2日]. （原始内容存档于2008年2月21日）. 外部链接存在于|work= (帮助)（インターネット・アーカイブによる記録）
6. 1 2 3 4  阿部 1968，第127-132頁
7. 1 2 3  山田編 1964，第64-67頁
8. 1 2  山田書院編 1973，第103-104頁
9. ↑  村上健司. . 妖怪新天地. 妖怪愛好会隠れ里（村上健司主催）.   [2011年9月2日]. （原始内容存档于2006年12月22日）. 外部链接存在于|work= (帮助)（インターネット・アーカイブによる記録。ポップアップ注意）
10. ↑  村上健司編著. . Kwai books. 角川書店. 2005: 38. ISBN 978-4-04-883926-6.